# Tradycjonalizm integralny
Tradycjonalizm integralny – nurt filozoficzno-religijny oraz doktryna społeczno-polityczna, wywodząca się z katolicyzmu XIX i XX wieku, oparta na przekonaniu o konieczności pełnego podporządkowania życia społecznego, politycznego i kulturowego zasadom wiary katolickiej. Termin ten najczęściej odnosi się do stanowiska sformułowanego przez Juana Donoso Cortésa oraz rozwijanego przez myślicieli takich jak Marcelino Menéndez y Pelayo, Charles Maurras (choć w sposób nie w pełni ortodoksyjny) czy w XX wieku przez Marcela Lefebvre’a.
Tradycjonalizm integralny zakłada, że religia katolicka powinna stanowić fundament ładu społecznego, a państwo nie może być neutralne wobec kwestii religijnych. W jego ujęciu liberalizm, sekularyzm i relatywizm są uznawane za zagrożenia dla jedności cywilizacji chrześcijańskiej.

## Założenia doktryny
- Prymat religii – katolicyzm traktowany jest jako jedyna prawdziwa religia, której podporządkowane powinny być wszystkie sfery życia.
- Jedność społeczna i polityczna – państwo powinno wspierać Kościół i stać na straży wartości chrześcijańskich.
- Antyliberalizm – sprzeciw wobec idei pluralizmu światopoglądowego, demokracji liberalnej oraz koncepcji państwa świeckiego.
- Tradycja jako fundament – odrzucenie modernizmu, pozytywizmu i materializmu na rzecz metafizycznych i duchowych podstaw życia społecznego.

## Historia

### XIX wiek
Pojęcie integralności tradycji katolickiej zostało rozwinięte w odpowiedzi na rewolucje i procesy sekularyzacyjne XIX wieku. Szczególną rolę odegrały tu dokumenty papieskie, takie jak Syllabus errorum (1864) Piusa IX, potępiający liberalizm i modernizm.

### XX wiek
Tradycjonalizm integralny znalazł kontynuację w krytyce modernizmu w Kościele, zwłaszcza w okresie pontyfikatu Piusa X. W latach 60. i 70. XX wieku odżył w związku z Soborem Watykańskim II, przeciwko któremu wystąpiły środowiska związane z arcybiskupem Marcelem Lefebvre’em, uważając reformy liturgiczne i otwarcie Kościoła na świat za odejście od integralnej Tradycji.

### Współczesność
Obecnie tradycjonalizm integralny występuje głównie w kręgach katolickiego tradycjonalizmu, ruchów monarchistycznych i kontrrewolucyjnych. Bywa też kojarzony z filozofią polityczną inspirowaną myślą kontrrewolucyjną i krytyką globalizmu.